# Doomtrooper
Doomtrooper to gra karciana, osadzona w uniwersum Kronik Mutantów, której akcja rozgrywa się na planetach układu słonecznego. Planety te podzielone są pomiędzy pięć megakorporacji: Bauhaus, Cybertronic, Imperial, Capitol, Mishima, organizację religijną zwaną Bractwo oraz Legion Ciemności - armię służącą złu. 
Gra składa się z wersji podstawowej oraz dodatków: Inquisition, Golgotha, WarZone, Apokalipsa, Paradise Lost oraz Mortificator (dodatek który nie został wydany po polsku).
Gra została wydana w Polsce w 1995 i była pierwszą kolekcjonerską grą karcianą wydaną w języku polskim. Gra cieszyła się w Polsce dużą popularnością w następnych kilku latach.

## Fabuła

### Historia świata
Świat został podzielony przez żądne władzy megakorporacje na tereny zależne od ich wpływów. Owe korporacje zawładnęły większością Układu Słonecznego i ludźmi żyjącymi na jego obszarze. Każda z nich działa na własną rękę we wszechświecie Kronik Mutantów. Podczas wewnętrznych walk w o Dziesiątą Planetę, toczących się w przestrzeni kosmicznej, korporacje obudziły drzemiącą Bestię, której imię powinno zostać na wieki przeklęte. Przez swoją zachłanność sprowadziły na wszechświat inwazję Legionu Ciemności siejącego zło i zniszczenie.

### Legion Ciemności
Siły zła składające się z upiorów, zombie, heretyków, stworów oraz różnego typu mutantów, które dążą do zniszczenia ludzkości zarówno przez jawne jak i ukryte działania. Siłami Legionu Ciemności dowodzi pięciu wielkich Apostołów. Są nimi: Algeroth (Apostoł Wojny, uważany także za Pana Mrocznej Techniki), Demnogonis (Plugawiec), Ilian (Pani Pustki), Muawijhe (Pan Wizji) oraz Semai (Pan Nienawiści). Wszyscy oni podlegają swojemu zwierzchnikowi, pradawnemu złu Dziesiątej Planety, Temu, którego nie powinno się nazywać. Niektórzy wojownicy Legionu dysponują magicznymi i bardzo potężnym darami swoich Apostołów, które objawiają się w postaci nadnaturalnych zdolności zwanych Mroczną Harmonią.

### Bractwo
To święty zakon, którego członkowie są potężnymi wojownikami, a ich celem jest całkowite wytępienie Legionu Ciemności oraz sprzysiężonych z nim heretyków. Bractwo jest siłą jednoczącą większą część ludzkości przeciwko złu. Jego wojownicy posiadają tajemną umiejętność władania magicznymi zaklęciami nazywanymi Sztuką.

### Megakorporacje
Bauhaus – korporacja będąca pozostałością po Wschodniej Europie oraz dawnej Rosji. Dysponuje planetą Wenus. Na czele tej korporacji stoi Szef Sztabu Konstanty Romanow.
Capitol – amerykańska korporacja w skład której wchodzą różnorakie jednostki wojskowe. Na jej czele stoi Prezydent Charles W. Colding.
Cybertronic – organizacja składająca się z cyborgów, androidów i robotów. Dowodzi nią maszyna nazywana Dziewiętnastym Radnym.
Imperial – najprawdopodobniej pozostałość po Wielkiej Brytanii. Korporacja składająca się z honorowych ludzi Klanu. Przewodzi jej Marszałek Polny Johnstone.
Mishima – azjatycka megakorporacja dysponująca, tajemniczymi technikami walk zwanymi Mocami Ki oraz rzędem oddanych wojowników. Jej przywódcą jest Lord Nozaki.